# Tarja Halonen

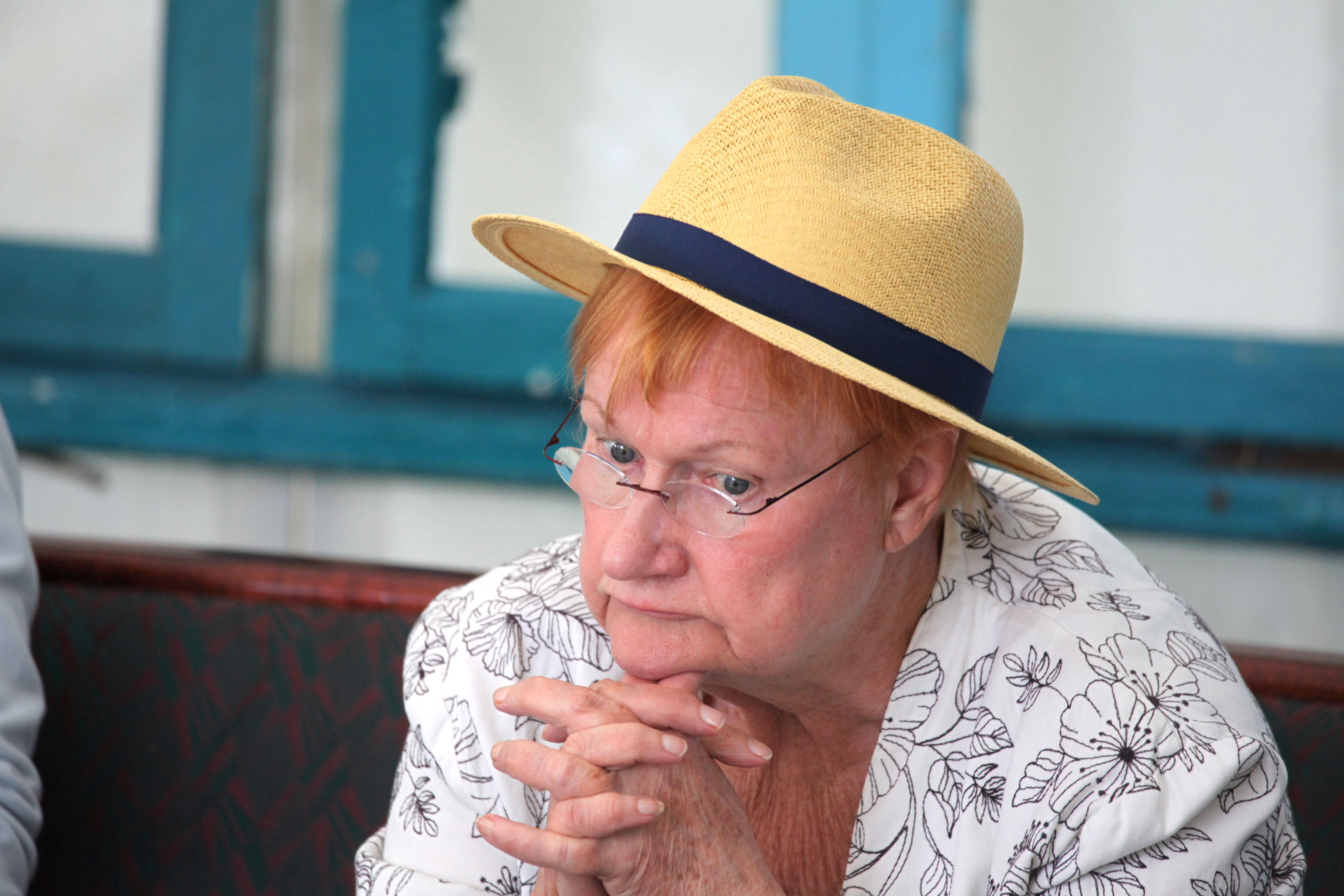
Tarja Halonen (2021)

Tarja Kaarina Halonen (pronunciat  [tɑrjɑ kɑːrinɑ hɑlonen] (?·pàg.)) (Hèlsinki, 24 de desembre de 1943) és una política i advocada sindicalista finlandesa, fou Presidenta de la República de Finlàndia entre l'any 2000 i el 2012. Va ser la primera dona que ostentà el càrrec en aquest país. Es casà amb la seva parella, Pentti Arajärvi, poc després de ser elegida presidenta.

## Biografia
Halonen va nàixer el 24 de desembre de 1943 a un barri de tradició obrera conegut com a Kallio, a la ciutat finlandesa de Hèlsinki, filla de Vieno Olavi Halonen i Lyyli Elina Loimola. Es graduà en Dret per la Universitat de Hèlsinki l'any 1968, obtenint el doctorat en lleis. Fou la secretària primera d'Afers Socials i la secretària general de la Unió Nacional d'Estudiants (SYL) de 1969 fins a 1970, posteriorment obtenint un lloc com a advocada a l'Organització Central de Sindicats Finesos (SAK) de 1970 fins a 1974. L'any 1971 s'afilià al Partit Socialdemòcrata de Finlàndia.
L'any 1974, el President de Finlàndia Kalevi Sorsa va escollir-la com a secretària parlamentària. A partir d'aleshores, començà obtenir coneixements del món de la política finesa, iniciant així la seva carrera política. Des de 1975 fins a 1996, va ser membre del Consell municipal de Hèlsinki. L'any 1979 fou escollida diputada al Parlament. La seva primera posada en escena com a diputada parlamentària fou la de presidir el Comitè Social des de 1984 fins a 1987.
L'any 1987, Halonen passà a ocupar el màxim càrrec del Ministeri de Sanitat i Afers Socials dins del govern encapçalat per Harri Holkeri fins a l'any 1990. D'altra banda, Halonen també ocupà la cartera del Ministeri de Cooperació Nòrdica de Finlàndia des de 1989 fins a 1991, any en què fou elegida presidenta de la Fundació per la Solidaritat Internacional, càrrec que va abandonar l'any 2000. De 1990 fins a 1991 va actuar com a Ministra de Justícia en el govern d'Esko Aho. De 1995 fins a la seva elecció com a Presidenta de Finlàndia, exercí el càrrec de Ministra d'Afers Exteriors en el govern de Paavo Lipponen.

## El camí a la Presidència
Halonen anuncià l'any 1999 que desitjava aspirar a candidata a Presidenta a les eleccions presidencials de 2000. A les de 1994, per primera vegada, una altra dona, Elisabeth Rehn havia estat molt a la vora de la victòria, inspirant Halonen i els seus seguidors. Després de l'anunci de Halonen, el Partit Socialdemòcrata de Finlàndia va convocar unes eleccions primàries per decidir el seu candidat. En aquestes eleccions, Halonen competia contra Pertti Paasio, un membre del Parlament Europeu i anterior president del partit, i Jacob Söderman, el Defensor del Poble Europeu. L'aleshores President de Finlàndia, Martti Ahtisaari, havia rebutjat presentar-se a les primàries del partit, anunciat així que no aspiraria a una segona legislatura.
Mentre que les enquestes electorals de 2000 la col·locaven en quart lloc, Halonen fou escollida Presidenta de Finlàndia per majoria simple, un 40% dels vots emesos. El segon més votat fou l'anterior primer ministre Esko Aho del Partit de Centre, aconseguint un 34,4% dels vots escrutats. Com que cap dels candidats va obtenir més del 50% dels vots, calia fer una segona ronda tal com manava la llei electoral finlandesa. En la segona ronda, Halonen derrotà per molt poc marge a Esko Aho: un 51,6% enfront d'un 48,4%. Així doncs, es convertí amb en la primera Presidenta de Finlàndia. La seva primera legislatura començà l'1 de març de 2000. L'any 2006 fou reelegida com a presidenta per a un nou mandat.

## Presidència
Després de la seva estreta victòria en les primeres eleccions, els índexs de satisfacció de Halonen augmentaren fins a arribar a la cota màxima del 88% el desembre de 2003. En l'enquesta més recent feta el 12 de febrer de 2006 l'índex de satisfacció va arribar al 74%. Se la considera com una persona fàcilment accessible per la ciutadania. Halonen se l'ha comparat sovint amb "Moominmamma", un personatge fictici que encarna a una mare, que apareix sovint a les historietes de còmic creades per Tove Jansson. Molta gent aprecia que ha fet una carrera en circumstàncies modestes gràcies a la seva capacitat, fet molt valorat entre els finlandesos de mentalitat meritocràtica. Halonen fou nominada com un dels deu membres del rànquing del "Suuret Suomalaiset" (finlandesos més importants) en un programa de televisió l'any 2004, sent l'única persona en vida nominada.
El seu estil de vida ha provocat una mica de consternació, però la seva actitud independent també ha portat la seva admiració. Durant els anys 1960, deixà l'Església Luterana Evangelista de Finlàndia, a la qual la majoria de finlandesos pertanyen, per protestar contra la seva política de cobrament de taxes als membres, i el pocs drets que se li concedeix a la dona en els ritus religiosos.
Algunes altres crítiques cap a Halonen han inclòs la seva participació el maig de 2005 en la celebració del Dia de la Victòria a Moscou, i la seva oposició a l'ús de mines antipersones en la doctrina militar finlandesa. També s'ha afirmat que ha nominat algunes candidates per sobre dels seus companys de partit, més ben qualificats per a alts càrrecs, en particular la Presidenta actual de la Cort Suprema de Finlàndia, Pauliine Koskelo.
Halonen és membre del Consell de Líders Mundials de Dones, una xarxa internacional de dones presidentes i primeres ministres, actuals i antigues, que té per missió la mobilització de les líders de més alt nivell del món per a l'acció col·lectiva sobre assumptes d'importància cabdal en el desenvolupament igualitari.

## Família i lleure
Les activitat de lleure preferides per Halonen són la història de l'art, el teatre i la natació. També li agrada dibuixar i pintar, i té dos gats anomenats Miska i Rontti. Parla finès, suec i anglès, i està estudiant estonià. Halonen pateix d'uns quants impediments en la retòrica, que són més evidents quan parla en la seva llengua nativa.
El 26 d'agost de 2000, Halonen es va casar amb la seva parella, el Dr. Pentti Arajärvi, després d'una relació de més de quinze anys. La cerimònia fou per la via civil a la seva residència oficial, a Mäntyniemi. Anna, la filla gran de Halonen, i Esko, el fill gran d'Arajärvi, varen fer de testimonis. Mentre que a Finlàndia la seva relació no fou un assumpte important, el matrimoni va aclarir la posició del Dr. Arajärvi de cara a l'estranger.
Tant Anna com Esko són fills de relacions anteriors. Concretament, Anna Halonen és filla de Tarja Halonen i la seva anterior parella, Kari Pekkonen. Actualment, està estudiant política internacional a la Universitat de Kent a Canterbury (Anglaterra).

## Cronologia política
- Militant del Partit Socialdemòcrata de Finlàndia (1971-)
- Secretària parlamentària del Primer Ministre (1974-1975)
- Membre del Consell municipal de Hèlsinki (1977-1996)
- Diputada del Parlament de Finlàndia (1979-)
- Ministra de Sanitat i Afers Socials (1987-1990)
- Ministra de Cooperació Nòrdica (1989-1991)
- Ministra de Justícia (1990-1991)
- Ministra d'Afers Exteriors (1995-2000)

## Article relacionat
- Partits polítics de Finlàndia